# 天花 (テレビドラマ)
『天花』（てんか）は、2004年度前期放送のNHK「連続テレビ小説」第70作で、2004年3月29日から9月25日まで放送されたテレビドラマ。

## 特徴
イグネに囲まれた農家で農業に生きる祖父から「物にも人にも愛情を込めることの大切さ」を教えられて育ったヒロイン・天花（藤澤恵麻）が保育園の保育士を目指す姿を宮城県仙台市と東京都武蔵野市を主な舞台に描く。宮城県を舞台とした朝ドラは第36作『はね駒』以来である。
テーマソングをMISIAが、音楽を村松崇継が歴代史上最年少で担当した。
ヒロインは2367人が応募したオーディションで決定し、2003年9月10日に発表された。
主要キャストは同年10月14日に発表された。
2004年8月27日から12月にかけて、完全版DVD-BOXがNHKソフトウェアから、3回に分けて発売された（NSDX-8090、NSDX-8096、NSDX-8102）。

## キャスト
佐藤天花 → 鈴木天花
演 - 藤澤恵麻
主人公
佐藤秀子（天花の母）
演 - 片平なぎさ
佐藤信夫（天花の父）
演 - 香川照之
佐藤信一郎（天花の祖父で、信夫の父）
演 - 財津一郎
佐藤由加（天花の妹）
演 - サエコ
鈴木昭三（竜之介の祖父）
演 - 中村梅之助
鈴木美子（竜之介の祖母）
演 - 富司純子
鈴木大樹（竜之介の父）
演 - 竹中直人
鈴木竜之介（天花の許嫁 → 夫）
演 - 平山広行
鈴木亜希子（竜之介の叔母）
演 - 石野真子
蔭山佐知子（天花の高校時代の担任）
演 - 木村佳乃
川島薫（天花の親友）
演 - 市川実日子
川島立子（薫の母）
演 - 山下容莉枝
篠田純一
演 - 片山怜雄
篠田しのぶ
演 - 山村美智
篠田一郎
演 - 草川祐馬
平井勝子
演 - 加賀まりこ
真田珠江
演 - 中嶋朋子
加瀬豪
演 - 辰巳琢郎
星野課長
演 - 藤田宗久
正岡利夫
演 - ダンカン
正岡弘子
演 - 杜けあき（仙台市出身）
正岡建郎
演 - 小林勝也
正岡妙子
演 - 岩本多代
佐伯陽子
演 - 涼風真世（石巻市出身）
佐伯静
演 - 星野真里
畑山精吉
演 - 柳沢慎吾
高杉新一
演 - 毒蝮三太夫
田中サチ
演 - 内海桂子
河村健太
演 - 尾美としのり
河村直子
演 - 水沢螢
角田篤史
演 - 真柴幸平
森田聡子
演 - 国生さゆり
森田ノリ
演 - 左時枝
吉野彩子
演 - 井上晴美
宮澤賢
演 - 吹越満
藤堂怜子
演 - 奥貫薫
冬木正照
演 - 朝倉伸二
斉藤登一
演 - 小倉久寛
畑山順子
演 - 宮地雅子
笹木康介
演 - 布川敏和
笹木順子
演 - 黒沢あすか
原田真一
演 - 出光秀一郎
落合由香里
演 - 伊藤裕子
岡崎誠
演 - 西川忠志
早川栄子
演 - 大塚良重
沢村直美
演 - 三輪明日美
沢村翔太郎
演 - 永岡佑
吉本美貴
演 - 上原歩
熊田弘之
演 - 板尾創路
木下藤夫
演 - 黒田アーサー
田村
演 - サンプラザ中野
三浦哲子
演 - 渡辺真起子
その他
演 - 野添義弘、小笠原亜里沙、田口萌、木内友三、酒井麻吏、奏谷ひろみ、河野梨花

## スタッフ
- 作・題字 - 竹山洋[2]
- 音楽 - 村松崇継[2]
- 主題歌 - 『名前のない空を見上げて』
  - 作詞・歌 - MISIA、作曲・コーラス - 玉置浩二、編曲 - 重実徹
- 語り - 山根基世アナウンサー[2]
- 副音声解説 - 江原正士
- 制作統括 - 佐野元彦
- 制作 - 中村高志
- 演出 - 長沖渉、加藤拓、勝田夏子、菓子浩、土屋勝裕、大原拓、大杉太郎

## 放送日程
| 週 | 回      | 放送日            | サブタイトル              | 演出     |
| -- | ------- | ----------------- | ------------------------- | -------- |
| 1  | 01-06   | 3月29日 - 4月03日 | 杜の都のジュリエット      | 長沖渉   |
| 2  | 07-012  | 4月05日 - 4月10日 | ロミオの住む街、東京へ    | 長沖渉   |
| 3  | 013-018 | 4月12日 - 4月17日 | やがて実のなる天の花      | 加藤拓   |
| 4  | 019-024 | 4月19日 - 4月24日 | じいちゃんの涙            | 加藤拓   |
| 5  | 025-030 | 4月26日 - 5月01日 | おはよう、天花先生        | 長沖渉   |
| 6  | 031-036 | 5月03日 - 5月08日 | 最高の初恋                | 長沖渉   |
| 7  | 037-042 | 5月10日 - 5月15日 | 光をください              | 勝田夏子 |
| 8  | 043-048 | 5月17日 - 5月22日 | 旅立ちは今                | 加藤拓   |
| 9  | 049-054 | 5月24日 - 5月29日 | 出会いの時、再会の季節    | 加藤拓   |
| 10 | 055-060 | 5月31日 - 6月05日 | 相徳寺保育園の秘密        | 菓子浩   |
| 11 | 061-066 | 6月07日 - 6月12日 | 園児大募集!               | 長沖渉   |
| 12 | 067-072 | 6月14日 - 6月19日 | 女友達の約束              | 勝田夏子 |
| 13 | 073-078 | 6月21日 - 6月26日 | 正直なひと                | 大杉太郎 |
| 14 | 079-084 | 6月28日 - 7月03日 | 今日から明日へ            | 加藤拓   |
| 15 | 085-090 | 7月05日 - 7月10日 | 相徳寺保育園は負けない    | 加藤拓   |
| 16 | 091-096 | 7月12日 - 7月17日 | 園長交代                  | 長沖渉   |
| 17 | 097-102 | 7月19日 - 7月24日 | 働くお母さん、応援します! | 大原拓   |
| 18 | 103-108 | 7月26日 - 7月31日 | 笑顔のママでいるために    | 勝田夏子 |
| 19 | 109-114 | 8月02日 - 8月07日 | 新米パパ、応援します!     | 長沖渉   |
| 20 | 115-120 | 8月09日 - 8月14日 | 握手しよう                | 加藤拓   |
| 21 | 121-126 | 8月16日 - 8月21日 | 先生を忘れない            | 勝田夏子 |
| 22 | 127-132 | 8月23日 - 8月28日 | 私たちの未来              | 土屋勝裕 |
| 23 | 133-138 | 8月30日 - 9月04日 | 自然の中の保育園          | 大原拓   |
| 24 | 139-144 | 9月06日 - 9月11日 | 幸せのかたち              | 加藤拓   |
| 25 | 145-150 | 9月13日 - 9月18日 | 走りはじめる二人          | 土屋勝裕 |
| 26 | 151-156 | 9月20日 - 9月25日 | 果たされた約束            | 長沖渉   |

## オープニング
本番組の舞台となる宮城県仙台市の風景や様子を取り上げている。また、ヒロインが保育士を目指す物語ということもあってか、乳児が這い這いをしている映像も流れている。

## エンディング
本番組のエンディングはそれぞれの放送分で印象に残っている登場人物の写真を取り上げている。最終回は天花と竜之介の結婚式の時の記念写真を取り上げている。

## 視聴率
初回は18.6%。最高視聴率は20.0%をマークし、平均視聴率16.2%となった（ビデオリサーチ、関東地区調べ）。

## 総集編
BShiで2004年11月10日と2004年11月11日に総集編連続4回シリーズを2回ずつ放送した。地上波で2004年12月29日、2004年12月30日に2回ずつ放映される予定だったが、インドネシア・スマトラ島大地震・大津波と、紀宮清子内親王の婚約会見などの編成の都合で、29日に3回分をまとめて放送し、30日は最終回のみを放送した。デジタルBS2では2004年12月30日の16時 - 19時に総集編連続4回をまとめて放送した。
- 第1回「杜の都のジュリエット」
- 第2回「最高の初恋」
- 第3回「一人の保母として」
- 最終回「果たされた約束」